# Holt of the Secret Service
Holt of the Secret Service est un serial d'espionnage américain réalisé par James W. Horne et sorti en 1941.

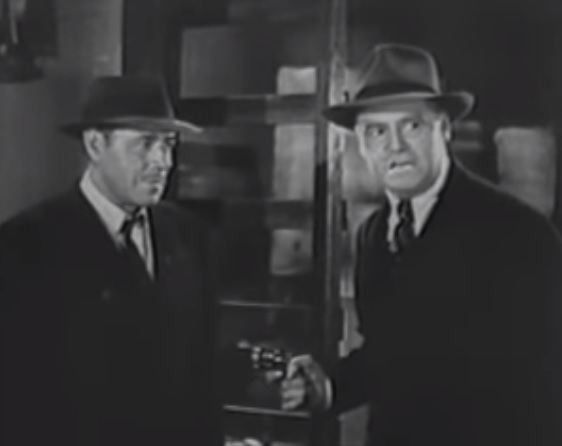
Jack Holt et Edward Hearn dans Holt of the Secret Service

Jack Holt y joue le rôle principal sous son propre nom

## Synopsis
Jack Holt, un agent des services secrets américains, se voit confier la mission de traquer une bande de faux-monnayeurs.

## Fiche technique
- Réalisation : James W. Horne
- Scénario : Basil Dickey, George Plympton, Wyndham Gittens
- Producteur : Larry Darmour
- Production : Columbia Pictures
- Photographie : James S. Brown Jr.
- Musique : Lee Zahler
- Montage : 	Dwight Caldwell, Earl Turner
- Durée : 15 épisodes, 278 minutes[3]
- Date de sortie: 
  - États-Unis : 21 novembre 1941

## Distribution
- Jack Holt : SS Agent Jack Holt/Nick Farrel
- Evelyn Brent : Kay Drew, R49
- Montague Shaw : SS Chief John W. Malloy
- Tristram Coffin : Ed Valdin
- John Ward : Lucky Arnold
- Ted Adams : Quist
- Edward Hearn : Agent Jim Layton

## Titres des épisodes

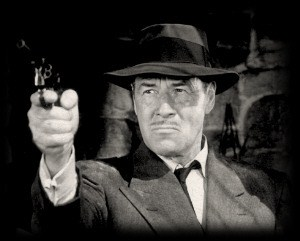
Jack Holt dans une scène de la série

1. Chaotic Creek
2. Ramparts of Revenge
3. Illicit Wealth
4. Menaced by Fate
5. Exits to Terror
6. Deadly Doom
7. Out of the Past
8. Escape to Peril
9. Sealed in Silence
10. Named to Die
11. Ominous Warnings
12. The Stolen Signal
13. Prison of Jeopardy
14. Afire Afloat
15. Yielded Hostage